# Incendie d'hôtel à Batoumi en 2017
 (novembre 2020).
Un incendie dans l'hôtel-casino Leogrand de Batoumi, ville géorgienne de la mer Noire, s'est produit dans la nuit du 24 au 25 novembre 2017. Il a fait 11 morts. Après l'incident, l'hôtel a été rebaptisé Welmond.

## Incendie
L'incendie dans l'hôtel cinq étoiles de 22 étages se déclare vers 20h00, heure locale, beaucoup soupçonnent fortement que l'emplacement de départ se situe au centre de spa. Treize véhicules de sauvetage et de lutte contre les incendies et une centaine de pompiers sont déployés, et plus de 100 personnes sont évacuées. 
L'hôtel doit accueillir le concours de beauté Miss Géorgie. Aucune des 20 concurrentes n'a été blessée. Le propriétaire et producteur exécutif du concours déclare aux journalistes que les candidates étaient en pleine répétition quand on leur a dit d'évacuer vers une terrasse.

## Victimes
Onze personnes, dix ressortissants géorgiens et un ressortissant iranien, sont décédés, tous des suites de l'inhalation de fumées. Huit des victimes sont retrouvées piégées dans un ascenseur, une dans une piscine et deux dans la salle de sport de l'hôtel. Vingt et une personnes sont hospitalisées, dont un pompier, quatre ressortissants turcs et un ressortissant israélien.

## Enquête
Le Premier ministre géorgien Giorgi Kvirikachvili promet de punir et d'identifier tous les responsables de l'incendie, le ministre de l'Intérieur Guiorgui Gakharia soutenant ses appels à une enquête sur la violation des normes de sécurité incendie.
La police déclare qu'une enquête sur d'éventuelles violations des règles de sécurité incendie avait été ouverte,. En 2018, le parquet géorgien demande la détention d'un citoyen turc qui était le directeur technique de l'hôtel et d'un citoyen géorgien qui était directeur du personnel de l'équipe de stockage technique. Les enquêteurs déterminent que des matériaux facilement inflammables qui avaient été placés dans la salle de stockage technique avaient contribué à intensifier l'incendie et provoqué une forte fumée. L'hôtel n'était pas non plus équipé de systèmes automatiques de détection d'incendie et de fumée.
Les deux hommes détenus, le directeur turc et le membre du personnel géorgien de l'entrepôt, sont condamnés par le tribunal municipal de Batoumi à respectivement cinq ans et six mois, et deux ans de prison.

## Conséquences
Le Gouvernement géorgien déclare le 27 novembre une journée nationale de deuil pour toutes les victimes de l'incendie. Le patriarche géorgien Élie II de Géorgie exprime sa tristesse pour la tragédie et présente ses condoléances aux victimes et à leurs familles de la part de l'Église géorgienne lors d'un service qu'il rend à l'hôtel.
Peu de temps après l'incendie, une nouvelle loi est préparée par le Service de gestion des urgences pour le Parlement, qui multiplie par dix les amendes imposées aux infractions aux règles de sécurité incendie. La création du projet de loi est également marquée par plusieurs incendies de centres commerciaux à Tbilissi.